# 野村浩子
野村 浩子（のむら ひろこ、1962年 - ）は、日本のジャーナリスト、編集者、著述家。公益財団法人日本女性学習財団理事長。元『日経WOMAN』編集長、元『日経EW』編集長。

## 来歴
大阪府出身。静岡県立富士高等学校卒業。1980年4月、お茶の水女子大学文教育学部国文学科に入学。在学中、東京大学、東京女子大学、日本女子大学との合同登山サークルに入った。1984年3月、お茶の水大学卒業。就職情報の会社「UPU」に就職し、編集の仕事に携わる。1989年に日経ホーム出版社（現・日経BP）に転職。
1999年、『日経WOMAN』編集部で「ウーマン・オブ・ザ・イヤー」を立ち上げた。2003年、同編集長に就任。また、「日本初の女性リーダー向け雑誌」と銘打つ『日経EW』を創刊し、編集長も務めた。日本経済新聞社編集委員、淑徳大学教授などを経て、2020年4月、東京家政学院大学特別招聘教授に就任した。
2024年6月11日、公益財団法人日本女性学習財団の理事長に就任。

## 著書
- 『働く女性の24時間―女と仕事のステキな関係』日本経済新聞出版、2005年10月4日。ISBN 978-4532193126。
- 『定年が見えてきた女性たちへ』WAVE出版、2014年5月22日。ISBN 978-4872906516。
- 『女性に伝えたい―未来が変わる働き方』KADOKAWA、2017年2月2日。ISBN 978-4046016218。
- 『女性リーダーが生まれるとき 「一皮むけた経験」に学ぶキャリア形成』光文社〈光文社新書〉、2020年3月17日。ISBN 978-4334044633。
- 『異なる人と「対話」する―本気のダイバーシティ経営』日本経済新聞出版、2021年12月7日。ISBN 978-4532324445。
- 『市川房枝、そこから続く「長い列」―参政権からジェンダー平等まで』亜紀書房、2023年4月12日。ISBN 978-4750517896。